# Igor Burzanović
Igor Burzanović (* 25. srpen 1985 Titograd) je bývalý jugoslávský a černohorský fotbalista.

## Reprezentační kariéra
Igor Burzanović odehrál za černohorský národní tým v letech 2007–2008 celkem 6 reprezentačních utkání a vstřelil v nich 1 gól.

## Statistiky
| Černá Hora | Černá Hora | Černá Hora |
| Roky       | Zápasů     | Gólů       |
| ---------- | ---------- | ---------- |
| 2007       | 3          | 0          |
| 2008       | 3          | 1          |
| Celkem     | 6          | 1          |